# 잔수 데레
잔수 데레(튀르키예어: Cansu Dere, 1980년 10월 14일 ~ )는 튀르키예의 배우, 모델이다.

## 출연 작품
- 원 데이 오어 어나더 (2012)
- 러브 비터 (2009)